# Miguel Ángel Gamboa
Miguel Ángel Luis Gamboa Pedemonte (* 21. Juni 1951 in Santiago de Chile) ist ein ehemaliger chilenischer Fußballspieler. Er nahm an der Fußball-Weltmeisterschaft 1982 in Spanien teil.

## Spielerkarriere

### Verein
Gamboa begann seine Karriere als Profifußballer 1971 bei Audax Italiano. Nach einem einjährigen Gastspiel bei Lota Schwager wechselte er 1974 zu CSD Colo-Colo. Mit Colo Colo gewann er im selben Jahr den chilenischen Pokal. 1975 wechselte er nach Mexiko. Dort spielte er für Tecos FC und den Club América. 1981 kehrte er nach Chile zurück, wo er für den CF Universidad de Chile spielte. Ab 1983 spielte er für den mexikanischen Klub Toros Neza, wo er 1985 seine Spielerkarriere ausklingen ließ.

### Nationalmannschaft
Am 24. April 1974 debütierte Gamboa in der chilenischen Nationalmannschaft. Er stand im vorläufigen, 40 Spieler umfassenden chilenischen Kader für die Fußball-Weltmeisterschaft 1974 in Deutschland, wurde jedoch nicht für die WM nominiert. Im Jahr darauf nahm er mit der chilenischen Auswahl an der Copa América 1975 teil. In diesem Turnier, das nicht im Ligasystem in einem Land, sondern in einer Kombination aus Gruppenphase und K.-o.-System mit Hin- und Rückspiel ausgetragen wurde und sich von Juli bis Oktober erstreckte, bestritt er sämtliche Spiele der Chilenen und erzielte zwei Tore.
Nachdem Chile sich nicht für die Weltmeisterschaft 1978 qualifizieren konnte, wurde er in das chilenische Aufgebot für die Weltmeisterschaft 1982 berufen. Im Spiel gegen Österreich wurde er beim Stand von 0:1 in der 66. Minute für Gustavo Moscoso eingewechselt. Gegen Deutschland stand er in der Startelf und wurde ebenfalls in der 66. Minute gegen Miguel Ángel Neira ausgewechselt. Im letzten Gruppenspiel gegen Algerien wurde er nicht eingesetzt. Nach drei Niederlagen schied Chile als Gruppenletzter bereits nach der Vorrunde aus.
Zwischen 1974 und 1983 bestritt Gamboa insgesamt 18 Länderspiele für Chile, in denen er sechs Tore erzielte.
Als Trainer betreute Gamboa eine Fußballauswahl der Osterinseln bei ihrer Teilnahme am chilenischen Fußballpokal 2009.

## Erfolge
- Chilenischer Pokal: 1974